# 巴羅薩龍屬
巴羅薩龍屬（屬名：Barrosasaurus，意为“Sierra Barrosa的蜥蜴”）是蜥腳下目泰坦巨龍類恐龍的一屬。化石發現於阿根廷內烏肯省的Anacleto地層，化石三節不完整的背椎，但保存狀況良好。
模式種是卡氏巴羅萨龍（B. casamiquelai），是在2009年由羅多爾夫·科里亞（Rodolfo Coria）及利安納度·薩爾加多（Leonardo Salgado）所敘述、命名。種名是以紀念阿根廷古生物學家Rodolfo Magín Casamiquela。